# Geotehnică

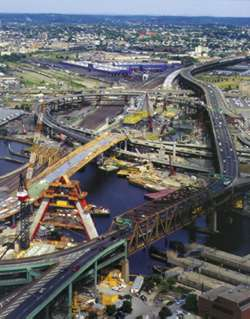
Big Dig din Boston a prezentat provocări geotehnice într-un mediu urban.

Perete de reținere din beton prefabricat

Geotehnica sau geologia tehnică este o disciplină aplicată a geologiei, care studiază pământul ca teren de fundare și interacțiunea acestuia cu lucrările inginerești, precum probleme de echilibru și de deformare ale maselor de pământ de naturi diferite, supuse efectului unor acțiuni externe și interne.

## Scurt istoric
Primele studii referitoare la pământuri puse în practică în cadrul lucrărilor de construcții, datează din epoci îndepărtate. Știm cu siguranță că oamenii preistorici, care au construit cu mai bine de 5000 ani înainte de Hristos locuințe lacustre, își făcuseră deja o oarecare idee despre capacitatea portantă a acestora. Romanii au folosit piloți pentru construcția unui număr mare de poduri și opere de artă. În Evul Mediu au fost construite catedrale extrem de grele, fără a fi afectate de trecerea timpului. 
În epoca modernă, în jurul anului 1720, Bélidor, un iscusit inginer francez, a scris un memoriu despre împingerea pământului. În 1727, Couplet, considerat în general ca fiind cel dintâi care a enunțat problema împingerii active a terenurilor, a introdus noțiunea de prismă de împingere, presupunând o suprafață plană de rupere. În 1773, Coulomb a enunțat pentru prima dată teoria prismei de împingere maximă. Această teorie avea să fie perfecționată de metodele grafice ale lui Poncelet în 1840 și respectiv ale lui Bebhan în 1871. În 1856, Rankine a prezentat o lucrare despre echilibrul unui masiv de pământ oarecare, limitat de un plan, pentru ca în 1867 M. Levy să prezinte condițiile de echilibru ale unui zid de susținere și condițiile generale. De asemenea, Boussinesq a dat o interpretare aproximativă ecuațiilor diferențiale ale echilibrului unui masiv de pământ necoeziv.
De-abia începând cu 1925 lucrările profesorului K.W. Terzaghi au furnizat indicații experimentale care permiteau punerea în evidență a proprietăților reale ale terenurilor, arătând că particulele minerale, apa și aerul ce intră în componența pământurilor, se găsesc fiecare într-o stare de tensiune particulară. Numeroși cercetători duc mai departe studiile lui Terzaghi; printre acestea îl putem cita pe: Frohlich, Buisson, Buisman, De Beer etc. Cel dintâi congres internațional al mecanicii pământurilor a avut loc în 1936 la Cambridge.

## Legături externe
- Worldwide Geotechnical Literature Database